# Кинематограф Республики Корея
Кинематограф Республики Корея — один из видов художественного творчества в Южной Корее, сложившийся национальный стиль и способ подачи кинематографического материала, а также экономические взаимоотношения, связанные с процессом производства и прокатом созданных произведений.

## Немой период (1903—1926 годы)
Первые кинопоказы начались в Корее с 1897 года, фильмы завозились из Великобритании и США, также показывались новостные хроники и короткометражные фильмы Патэ. Сохранились выпуски газеты Хвансон синмун от 1903 года, где упоминаются показы компании Dongdaemun Electric Company. Кроме того, в последующие годы в Корею попало множество иностранных фильмов, например, Фрэнсиса Форда, Д. У. Гриффита и Абеля Ганса.
К концу 1890-х кинематограф прибыл в Японию, где ассимилировался с национальными театральными традициями (театр симпа) и достижениями русских кинематографистов: театрализованное представление на фоне проекций. Подобные формы были широко распространены вплоть до появления первого звукового фильма в 1935 году. Императорское правительство Японии очень рано осознало пропагандистский потенциал кино. В 1904 году в Корее был показан снятый японцами документальный фильм о русско-японской войне, а генерал-губернаторство колонии заказало фильмы для продвижения корейско-японских связей после присоединения Кореи к Японии в 1910 году.
С начала 1910-х годов в Корее начали открываться кинотеатры, все они принадлежали японцам. Кинотеатры в северной части Сеула были ориентированы на японское население, а кинотеатры в южных частях города — на корейское население. Картины представляли собой игру актёров на фоне проекций, к началу 1923 года было снято ещё около 20 кинодрам.
Нет единого мнения, какой фильм является первым художественным фильмом Кореи. Некоторые авторы утверждают, что это фильм 1923 года «Клятва под луной» (月下의 盟誓/ 월하의 맹서) Юн Бэннама, мелодрама о брате и сестре, поклявшихся восстановить ферму, разорённую их дядей. Фильм положил начало карьеры первой корейской кинозвезды Ли Вольхва.
Другие говорят, что это картина «Демон в жизни» (1920), история о провинциальной семье, заболевшей холерой, снятая труппой Ким Досана по заказу в образовательных целях. Стоит также упомянуть фильм «Сказка о Чхунхян» (Чхунхянджон, 춘향전), который, по-видимому, появился между 1921 и 1923 годами, это корейская народная сказка, экранизированная японским режиссёром Хаякавой Косю (Мацудзиро) (яп. 早川孤舟 (松次郞)).
Тем не менее, официальным началом корейского кино считается 27 октября 1919, когда был показана первая корейская кинодрама (спектакль с киновставками) «Борьба за справедливость» (Ыриджон кутху, 의리적 구투), 4 минуты, автор Ким Досан и группа художников «Сингыкчва». Дата 27 октября 1919 года отмечается в Корее как День корейского кино (Ёнхваиналь, 영화의날).
«Борьба за справедливость» представляла собой проекцию узнаваемых мест Сеула, на фоне которых разыгрывалось театрализованное представление.
Немые картины сопровождались комментарием специальных актёров пёнса, которые были чрезвычайно популярны. Бизнесмен Пак Сынпхиль объединил под крышей кинотеатра «Тансунса» многих талантливых авторов, чтобы создать первый национальный фильм, где всё производство было полностью корейским — «История Чанхва и Хонрёна» (Тэ Джанхва Хонрён джон, 대장화홍련전).
Шедевр немого периода «Ариран» режиссёра На Унгю стал важной вехой в истории корейского кинематографа: фильм посвящён национальной гордости и сопротивлению колониальному правлению Японии. По сюжету психически неуравновешенный человек убивает богатого землевладельца со связями в японской полиции. Название взято из популярной народной песни, которая в новой аранжировке стала своего рода гимном корейского движения за независимость. Фильм вдохновил многих молодых людей обратиться к кинематографу, положив начало расцвету немого периода в корейском кино. Хотя карьера На Унгю была короткой, он был самым плодовитым режиссёром эпохи, известной в Корее как «Золотой век немого кино». За десять лет он снялся в двадцати шести фильмах и снял пятнадцать.

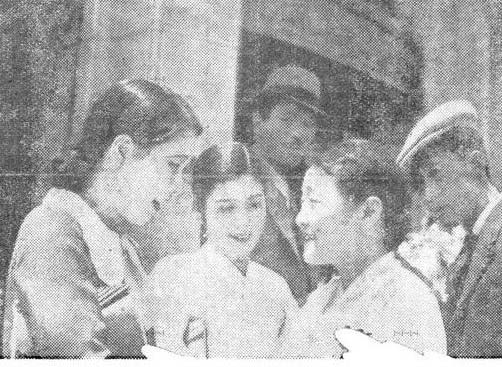
Кадр из фильма «Перекрёсток молодёжи» (1934)

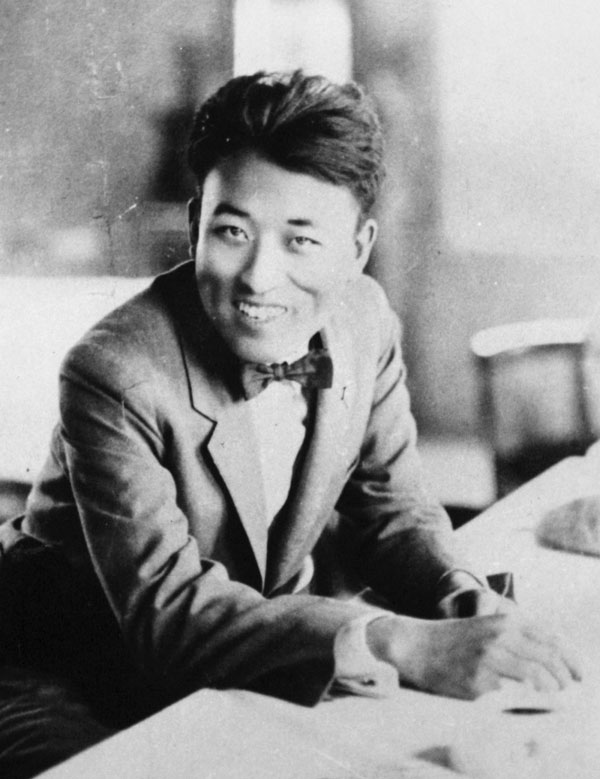
На Унгю (1902—1937) корейский режиссёр, сценарист, актёр

Выпущенный в 1934 году немой фильм Ан Джонхва «Перекрёсток молодёжи» (Чхончхуни сипчаро, 청춘의 십자로) был обнаружен в 2007 году, что делает его старейшим сохранившимся корейским фильмом. Все предыдущие фильмы были утеряны. Главную роль в нём сыграла звезда «Арирана» Син Ильсон, фильм рассказывает о семье в колониальной Корее 1930-х годов.
Согласно записям было создано около 140—150 немых фильмов. Основными их темами были японский колониализм и корейский национализм, многие фильмы подвергались цензуре и сокращениям. Колониальное правительство требовало, чтобы все иностранные и отечественные фильмы перед просмотром представлялись на утверждение в правительственный совет по цензуре, а полиция присутствовала в театрах на показах.
Относительно небольшой круг корейских кинематографистов — писатели, продюсеры, операторы, звукорежиссёры, актёры и т. д. — были тесно связан с другими сферами творчества, включая литературу, театр и музыку. Политические тенденции и разногласия, которые пронизывали интеллектуальные и творческие сообщества в 1920-х и 1930-х годах, включая рост социалистических и других левых влияний, неизбежно повлияли на мир корейского кино. Здесь становятся заметно влияние большевистской революции на корейскую культуру. Частично вдохновленные РАПП (Российской ассоциацией пролетарских писателей), корейские писатели сформировали просоциалистическую организацию под названием KAPF (Korea Artista Proletaria Federatio, 조선 프롤레타리아 예술가 동맹) в 1925 году. Двумя годами позже KAPF сформировал дочернюю киноорганизацию «Клуб корейских киноискусств» (Чосон ёнхва есыль хёпхи, 조선영화예술협회) под руководством кинорежиссёра Ан Джонхва. Члены KAPF писали сценарии и снимались в постановках клуба киноискусства; как и литература, кино рассматривалось как «оружие», помогающее освободить пролетариат и крестьянские массы Кореи от классовых угнетателей и колониальных правителей. В 1928 году клуб снял свой первый фильм «Бродяга». Режиссёром фильма выступил Ким Юён, а главную роль сыграл писатель Им Хва, который впоследствии стал одним из ведущих литературных деятелей после освобождения Северной Кореи.
Позднее клуб сменил название на «Сеульское кино» (Seoul Kino), также известный как Сеульская кинофабрика, и прекратил своё существование в 1931 году.
Мукденский инцидент 1931 года и последующее продвижение японцев в Маньчжурию привели к ограничениям в творческой среде и перераспределению расходов на милитаризацию. Пик кинопроизводства в колониальный период пришёлся на 1927 и 1928 годы, когда было снято четырнадцать и тринадцать фильмов соответственно. Между 1931 и 1932 годами производство фильмов сократилось с десяти до четырёх в год, а в 1933 году — до трёх. В середине 1930-х годов производство снова возросло, но война Японской империи против Китая, начавшаяся в 1937 году, и против Соединённых Штатов после декабря 1941 года, привела к ещё более жёсткому ужесточению контроля над кинопроизводством и другими видами искусства.

### Список фильмов 1910-х годов
Все фильмы немые.
| Русское название                            | Английское название                               | Оригинальное название | Режиссёр  | Жанр           |
| ------------------------------------------- | ------------------------------------------------- | --------------------- | --------- | -------------- |
| Дилемма детектива                           | A Detective’s Great Pain                          | 형사의 고심           | Ким Досан | Боевик         |
| Великие живописные места горы Кымгансан     | Great Scenic Spots of Mt. Geumgang                | 금강산대활동          |           | Документальный |
| Борьба за справедливость                    | Fight for Justice                                 | 의리적 구토           | Ким Досан | Боевик         |
| Реальные сцены национальных похорон Коджона | The Real Scenes of the National Funeral of Gojong | 고종인산실경          |           | Документальный |
| Пригородные пейзажи Кёнсона                 | The Suburban Sceneries of Kyongsung               | 경성교외전경          |           | Документальный |
| Дружба                                      | This Friendship                                   | 시우정                | Ким Досан | Документальный |

### Список фильмов 1920-х годов

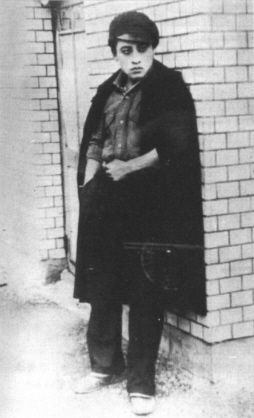
Кадр из фильма «Солдат Удачи» (1926), реж. На Вун Гю

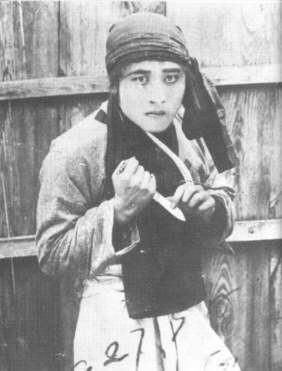
Кадр из фильма «Полевая мышь», 1927, реж. На Вун Гю

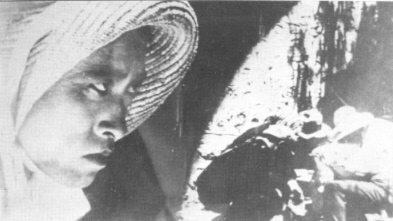
Кадр из фильма «Золотая рыбка», 1927, реж. На Вун Гю

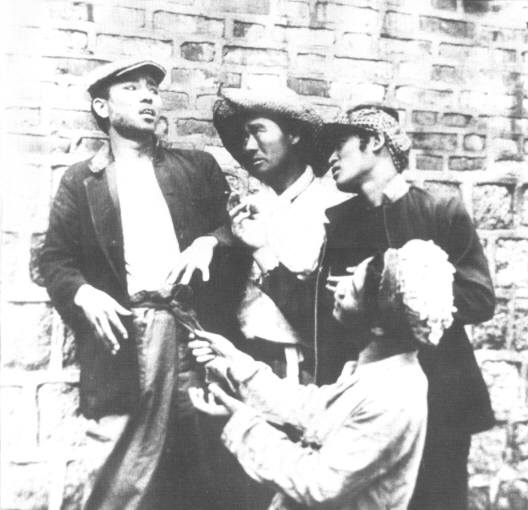
Кадр из фильма «Прощание»,1927, реж. На Вун Гю

Все фильмы немые.
| Русское название                           | Английское название                    | Оригинальное название      | Режиссёр                    | Жанр            |
| 1920                                       | 1920                                   | 1920                       | 1920                        | 1920            |
| ------------------------------------------ | -------------------------------------- | -------------------------- | --------------------------- | --------------- |
| Настоящий друг                             | A Truly Good Friend                    | 지기                       | Ли Гисе                     | Мелодрама       |
| Вечная любовь Суиля и Сунэ                 | Eternal Love of Su-il and Sun-ae       | 장한몽                     | Ли Гёнсон                   | Мелодрама       |
| Джентльмен-разбойник                       | The Chivalrous Robber                  | 의적                       | Ким Досан                   | Боевик          |
| Холера                                     | The Cholera                            | 호열자                     |                             | Образовательный |
| Верность принципу ученика                  | The Fidelity to A Student’s Principle  | 학생절의                   | Лим Сонгу                   | Криминал        |
| Положение дел в Чосон                      | The State of Affairs in Joseon         | 조선사정                   |                             | Пропаганда      |
| 1923                                       |                                        |                            |                             |                 |
| Хон Ёп Мун                                 | Hongyeopmun                            | 홍엽문                     | Ан Гваник                   |                 |
| Граница                                    | The Border                             | 국경                       | Ким Досан                   | Мелодрама       |
| Сказка о Чхунхян                           | The Story of Chun-hyang                | 춘향전                     | Госю Хаякава                | Мелодрама       |
| Клятва под луной                           | The Vow Made below the Moon            | 월하의 맹서                | Юн Бэннам                   | Драма           |
| 1924                                       |                                        |                            |                             |                 |
| Повесть о Чжан Хва и Хон Рен               | Janghwa Hongryeon jeon                 | 장화홍련전                 | Ким Юнхван                  | Драма           |
| Печальная песня                            | The Sorrowful Song                     | 비련의 곡                  | Госю Хаякава                | Мелодрама       |
| Печальная песнь моря                       | The Sorrowful Song of the Sea          | 해의 비곡                  | Кантё Такаса (яп. 高佐貫長) | Мелодрама       |
| 1925                                       |                                        |                            |                             |                 |
| Герой в маленькой деревне                  | A Hero in a Small Village              | 촌의 영웅                  | Юн Бэннам                   | Драма           |
| Амгван                                     | Amgwang                                | 암광                       | Кантё Такаса                | Исторический    |
| Нольбу и Хынбу                             | Nolbu and Heungbu                      | 놀부흥부                   | Ким Чхунгван                | Драма           |
| Великое наводнение реки Хан                | The Great Flood of Han River           | 한강대홍수(을축년수해)     | Ли Пхиру                    | Документальный  |
| Пионер                                     | The Pioneer                            | 개척자                     | Ли Гёнсон                   | Образовательный |
| Повесть о Сим Чхоне                        | The Story of Sim-cheong                | 심청전                     | Ли Гёнсон                   | Драма           |
| История Унён                               | The Story of Woon-yeong                | 운영전                     | Юн Бэннам                   | Мелодрама       |
| Павильон из нефрита-близнеца               | The Twin Jade Pavilion                 | 쌍옥루                     | Ли Гуён                     | Драма           |
| 1926                                       |                                        |                            |                             |                 |
| Ариран                                     | Arirang                                | 아리랑                     | На Унгю                     | Драма           |
| Вечная любовь Суиля и Сунэ                 | Eternal Love of Su-il and Sun-ae       | 장한몽                     | Ли Гёнсон                   | Мелодрама       |
| Дурак                                      | Fool                                   | 멍텅구리                   | Ли Пхиру                    | Комедия         |
| Нонджунджо                                 | Nongjungjo                             | 농중조                     | Ли Гюсоль                   | Мелодрама       |
| Солдат удачи                               | Soldier of Fortune                     | 풍운아                     | На Унгю                     | Мелодрама       |
| Капитан бандитов                           | The Captain of Bandits                 | 산채왕                     | Ли Гёнсон                   | Мелодрама       |
| Королевская корона феникса                 | The Royal Crown of a Phoenix           | 봉황의 면류관              | Ли Гёнсон                   | Мелодрама       |
| 1927                                       |                                        |                            |                             |                 |
| Черное и белое                             | Black and white                        | 흑과 백                    | Ким Тхэгюн                  | Мелодрама       |
| Судьба                                     | Destiny                                | 운명                       | Чон Хэун                    | Драма           |
| Полевая мышь                               | Deuljwi                                | 들쥐                       | На Унгю                     | Мелодрама       |
| Опавшие цветы на ручье                     | Fallen Blossoms On A Stream            | 낙화유수                   | Ли Гуён                     | Мелодрама       |
| Прощальный привет                          | Farewell                               | 잘 있거라                  | На Унгю                     | Драма           |
| Ппулппаджин Хвансо                         | Ppulppajin Hwangso                     | 뿔빠진 황소                | Ким Тхэджин                 | Мелодрама       |
| Дорога к сумеречному свету                 | Road to the Twilight Light             | 낙양의 길                  | Чхон Хансу                  | Мелодрама       |
| Искатели рая                               | Seekers of Paradise                    | 낙원을 찾는 무리들         | Хван Ун                     | Драма           |
| Золотая рыбка                              | The Golden Fish                        | 금붕어                     | На Унгю                     | Драма           |
| Естественный облик загадочного человека    | The Natural Shape of a Mystery Man     | 괴인의 정체                | Ким Суро                    | Мистика         |
| Красный цветок лотоса и испорченная любовь | The Red Lotus Flower and Blighted Love | 홍련비련                   | Ли Пхиру                    | Драма           |
| Незабываемая песня                         | The Unforgettable Song                 | 불망곡                     | Ли Гюсоль                   | Драма           |
| Когда восходит солнце                      | When the Sun Rises                     | 먼동이 틀 때               | Сим Хун                     | Мелодрама       |
| 1928                                       |                                        |                            |                             |                 |
| Чунхи                                      | Chunhui                                | 춘희                       | Ли Гёнсон                   | Мелодрама       |
| Хёльма                                     | Hyeolma                                | 혈마                       | Хон Гэмён                   | Драма           |
| В поисках любви                            | Looking for Love                       | 사랑을 찾아서              | На Унгю                     | Драма           |
| Мой дорогой друг                           | My Dear Friend                         | 나의 친구여                | Лю Джанан                   | Драма           |
| Оннё                                       | Ok-nyeo                                | 옥녀                       | На Унгю                     | Мелодрама       |
| Чистое сердце такое же, как Бог            | Pure Heart is the Same as God          | 순정은 신과 같다           | Ли Гюсоль                   | Мелодрама       |
| Санаи                                      | Sanai                                  | 사나이                     | Хон Гэмён                   | Боевик          |
| Секрет улицы Джина                         | The Secret of Jina Street              | 지나가의 비밀, 일명 흑진주 | Лю Джанан                   | Мелодрама       |
| История леди Сугён                         | The Story of Lady Suk-yeong            | 숙영낭자전                 | Ли Гёнсон                   | Исторический    |
| Три нищих                                  | Three Beggars                          | 삼걸인                     | Ким Ёнхван                  | Ужасы           |
| Бродяга                                    | Vagabond                               | 유랑                       | Ким Юён                     | Драма           |
| 1929                                       |                                        |                            |                             |                 |
| Глухой Самрён                              | Deaf Sam-ryong                         | 벙어리 삼룡                | На Унгю                     | Драма           |
| Дом                                        | A House                                | 혼가                       | Ким Юён                     | Драма           |
| Помолвка                                   | The Engagement                         | 약혼                       | Ким Соджон                  | Драма           |
| Темная дорога                              | The Dark Road                          | 암로                       | Ток Косон                   | Исторический    |
| Звонок в колокол                           | The Ringing of A Bell                  | 종소리                     | Ким Санджин                 | Мелодрама       |

## Период до освобождения (1935—1945 годы). Появление звука
Важным результатом более строгой политики в отношении кино, введенной в Корее после 1933 года, стало стимулирование корейского кинопроизводства. Приказом генерал-губернатора № 82 от 7 августа 1934 года генерал Угаки постановил, что двадцать пять процентов всех картин, демонстрируемых в Корее, должны быть отечественного происхождения, то есть японского и/или корейского происхождения.
Несмотря на растущую популярность местного кино, японская цензура сыграла большую роль в ограничении его роста. Колониальное правительство требовало, чтобы все иностранные и отечественные фильмы перед просмотром представлялись на утверждение в правительственный совет по цензуре, а полиция присутствовала в театрах на показах.
Первые звуковые фильмы на территории Азии появились в Индии в 1931 году, в 1932 звук пришел в японский кинематограф, тем не менее в Корее не было технических возможностей производить звуковые фильмы, и в прокате вплоть до 1945 года параллельно с японскими звуковыми фильмами демонстрировались корейские немые фильмы.
До нашего времени сохранились лишь 11 корейских звуковых фильмов: Сладкий сон (Колыбельная смерти; Ян Джунам, 1936), История Сим Чхона (Ан Сокчу, 1937), Военный поезд (Со Гван Чже, 1938), Огонь рыбака (Ан Чхорён, 1939), Весна на полуострове (Ли Бён Иль, 1941), Бездомный ангел (Чхве Ингю, 1941), Волонтер (1941) (Ан Сокчу, 1941), Отряд самоубийц Сторожевой башни (Тадаси Имаи, 1943), Пролив Чосон (Пак Кичхэ, 1943), Портрет юности (Тоёта Сиро, 1943), и Клятва любви (Чхве Ингю, 1945).
В 1935 году был выпущен первый корейский звуковой фильм — экранизация народного эпоса «Сказание о Чхунхян» (реж. Ли Мён Ю). Отзывы были отрицательными из-за ограниченного количества диалогов и несведенного звука, но фильм привлек в кинотеатры огромное количество зрителей. Как и в первые дни кино, интерес в первую очередь вызвали экранизации народных корейских сказаний — «Повесть о Чжан Хва и Хон Рён» (1936), «Повесть о Сим Чхоне» (1937).

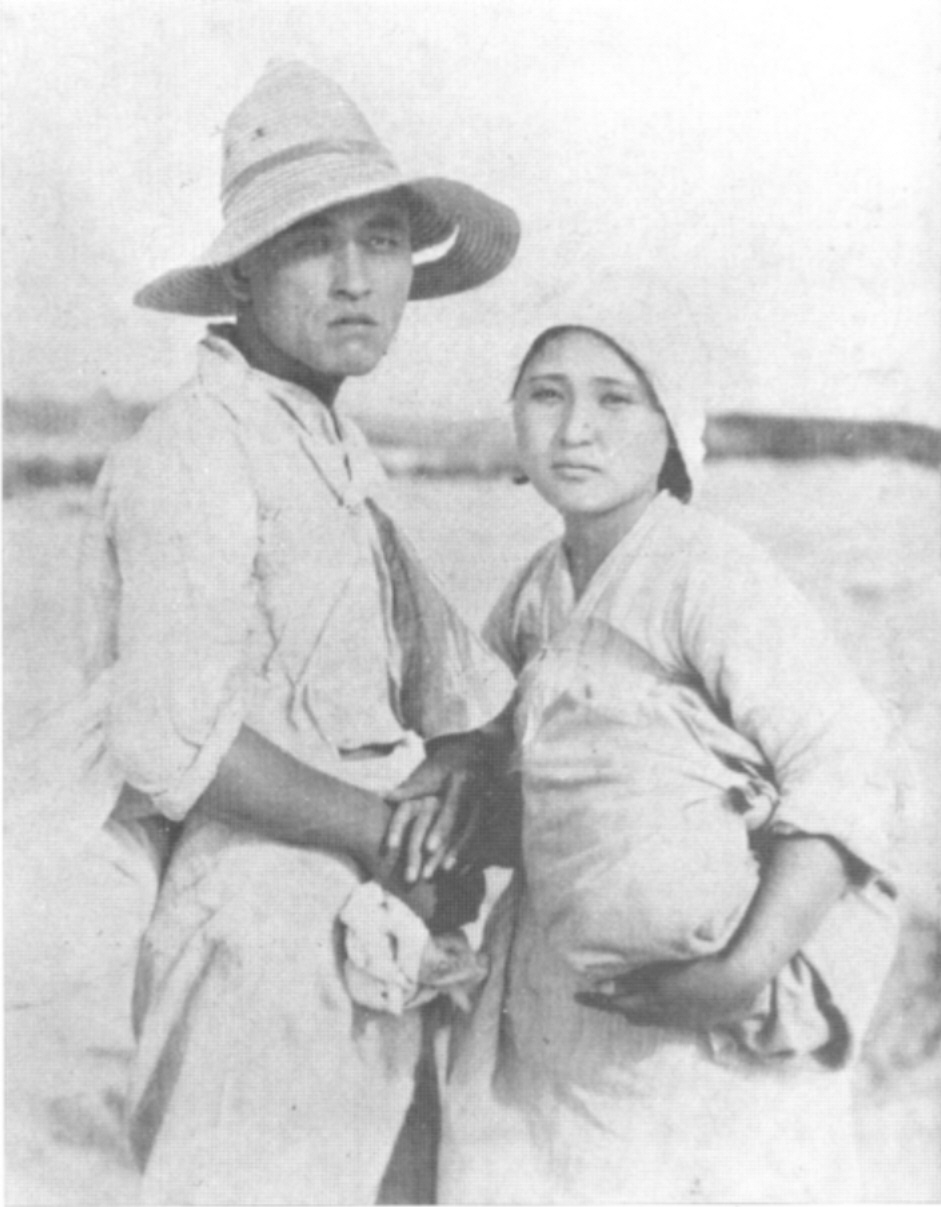
Кадр из фильма «Паром без паромщика» (1932)

Звук стал коммерческим аргументом в киноиндустрии, и почти половина фильмов, снятых в 1936 году, были звуковыми. В том же году вышел первый музыкальный фильм «Песни Чосона» (Ким Сан Чжин). После того, как в 1937 году звуковое кино полностью взяло верх, пришло целое новое поколение театральных актёров с хорошими голосами, таких как Но Джэ Син, Ли Чон Чхоль, Мун Е Бон и Хан Иль Сон. Также появилось поколение режиссёров, изучавших режиссуру в Японии и Германии: Пак Кичхэ, Пан Хан Чжун, Син Кён Гюн, Ан Чхуль Ён, Ли Гю Хван и Чхве Ингю. Однако эта трансформация корейского кино была вызвана не развитием собственных технологий Кореи, а, главным образом, совместным производством с Японией.
Одним из ключевых фильмов этого периода стал «Паром без паромщика» (임자없는 나룻배, 1932) режиссёра Ли Гю Хван с На Унгю в главной роли. Фильм рассказывал о рикше, который становится паромщиком, но теряет работу после постройки моста, в финале герой погибает, пытаясь защитить честь дочери. Фильм считается началом корейского реализма.
В 1937 году Ли Гю Хван добился огромного успеха с картиной «Скиталец (1937)»(나그네), сделав звуковые фильмы новой нормой. Тем не менее, это был также год, когда Япония вторглась в Китай, усилилось давление с целью создания прояпонских фильмов.
В 1941 году новый японский закон о кино привел к закрытию множества мелких корейских кинокомпаний, была создана единая кинокомпании Чосон (Chosun Film Distribution Corporation) под контролем колониального правительства. Бум в киноиндустрии внезапно закончился в 1942 году, когда японское правительство запретило производство фильмов на корейском языке, и фильмы использовались только для военной пропаганды.

## Освобождение от колонизации и Корейская война (1945—1953 годы)

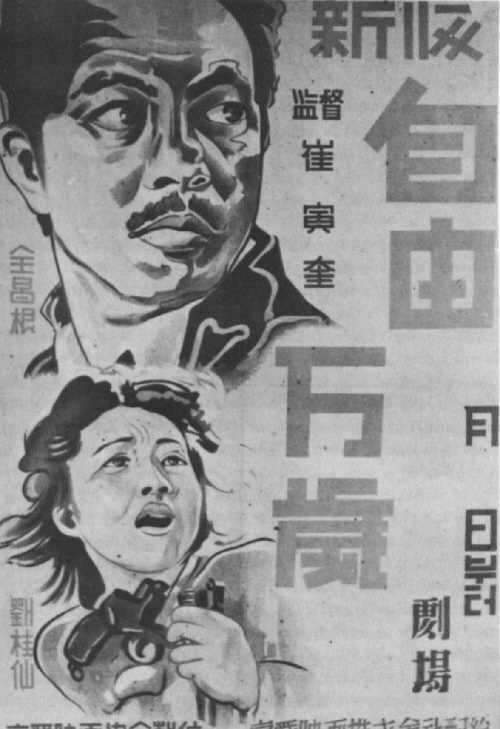
Афиша фильма «Да здравствует Свобода!», 1946 год.

После завершения Второй мировой войны главной темой в кинематографе была тема освобождения. В качестве основного фильма этих лет принято считать «Да здравствует Свобода!» (1946 год). Последовавшая Корейская война приостановила развитие национального кинематографа. В 1950—1953 годах производилось не более 5-6 кинолент в год.

## Золотой период (1954—1972 годы)
Президент молодой республики Корея Ли Сын Ман в числе первых законодательных действий не только льготировал налогообложение кинематографа, но и стимулировал денежными призами высококлассные фильмы. Очередная экранизация 1955 года народного эпоса «Сказание о Чхунхян» (режиссёр Ли Гю Хван) и картина «Свободная дама» (в некоторых источниках — «Свободная жена», режиссёр Хан Хёнмо) были невероятно успешны («Сказание» посмотрели около 200 000 человек). Высокими сборами они создали финансовую основу последующих съёмок и привлекли к киноиндустрии внимание инвесторов. Если до 1956 года производилось не более 20 фильмов в год, то в 1959 году их число превысило 100. Кинематографистам был предоставлен достаточный запас свободы творчества (цензуре подвергалась только прокоммунистическая тематика); они были вольны выезжать за рубеж на фестивали и конкурсы, приглашать в республику иностранных мастеров для обмена опытом в совместных проектах. В 1960 году Апрельская революция в Корее принесла ещё больше свобод, чему способствовала общественная организация «Комитет по этике в кино».
Количественный рост фильмов сопровождался повышением качества и жанрового разнообразия. Выпускались мелодрамы, комедии, триллеры, гангстерские фильмы и фильмов ужасов. Бо́льшая часть была снята в подражание голливудским стандартам и, частично, образцам итальянского и французского кино. Однако новое поколение совсем молодых режиссёров, пришедшее в кинематограф в 1950-х годах, постепенно формировали индивидуальный стиль национального кино. Среди лучших картин этого периода называются фильмы Ким Ки Ёна «Горничная» (иногда — Служанка, Ханё, 1960 год) и Ю Хён Мока «Шальная пуля» (1960 год), а также картины режиссёра Син Сан Ока «Цветок в аду» (1958 год) и «Гость и моя мать» (1961 год).
Пришедшая вскоре к власти военная элита утвердила в 1962 году «Закон о художественных фильмах», однако, при формальной строгости, он не создавал помех развитию кинопроизводства. Кроме того, он ставил заградительные барьеры на пути ввоза иностранных фильмов, что стимулировало рост выпуска национальных кинолент. К 1969 году в Южной Корее ежегодно снималось более 230 фильмов и по всей стране было продано свыше 170 миллионов билетов в кинотеатры. Эти показатели были превышены только в 2005 году.

## Период авторитарного руководства (1972—1979 годы)
После того, как в стране в 1972 году установилась так называемая Четвёртая республика Южной Кореи, на фоне общего усиления политической цензуры, запрета ряда политических партий и отмены некоторых положений конституции, «золотой век» национального кинематографа сменился глубоким спадом. К 1976 году посещаемость кинотеатров снизилась почти в три раза (до 70 млн посещений в год). Кроме политического фактора, причиной этого стало бурное развитие телевидения. Правительство лишь констатировало «потерю общественного доверия из-за избытка неорганизованных кинокомпаний
и нехватки инвестиций», и допустила на внутренний рынок бо́льшее количество иностранных фильмов.
Несмотря на общее замедление всех процессов в киноиндустрии, пришло время, когда наиболее заметны и востребованы стали личное мастерство и дарование авторов кино. Создаются произведения, обладающие самыми высокими художественными достоинствами: «Женщина-огонь» (1971 год) и «Женщина-насекомое» (1972 год) режиссёра Ким Ки Ёна, «Пламя» (1975 год) и «Сезон дождей» (1979 год) режиссёра Ю Хён Мока, «Три дня их правления» (1973 год) Син Сан Ока и другие. Заметен дебют «Дом звёзд» Ли Чанг Хо и «Дорога на Сампо» — последний фильм рано умершего Ли Ман Хи.

## Период становления нового корейского кино (1980—1995 годы)
Установленная в 1979 году Пятая республика Южной Кореи хоть и характеризовалась попытками реформ, но сопровождалась значительными социальными потрясениями (Бойня в Кванджу). Режиссёры кино пытались требовать расширения свободы творчества, но их требования были не услышаны за более глобальными политическими и социальными проблемами. В начале 1980-х выходит два знаковых фильма: «Хороший ветреный день» (1980 год) Ли Джан Хо и «Мадам Эма» (1982 год) Чон Инёпа. Оба явились первыми нарушителями запретов, действующих ранее, и вызвали многочисленные подражания в последующем (сиквелы, спин-оффы и т. п.). Первый оспаривал табу на критику действующего политического режима, второй — границы демонстрации сексуальности на экрана. Второй из фильмов удачно вписался в «культурную политику» правящей военной элиты, названную 3S (Sex, Screen, Sports — Секс, Кино, Спорт).
В 1986 году принята шестая редакция Закона о художественных фильмах, которая, с одной стороны, предоставила кинематографистам практически полную свободу творчества, с другой стороны, — открыла внутренний рынок для иностранных производителей фильмов. Противоречивые меры правительства вызвали двоякий эффект. В 1991 году выпущено уже 120 корейских фильмов, но в 1993 году этот показатель снижается до 63 и всего 15 % в объёме всего проката по стране.
Предчувствие близости демократических перемен второй половины 1980-х годов открывает творчество авторов с новыми взглядами и идеями. Многие критики считают, что именно этот период сделал центральной фигурой всего корейского кинематографа Им Квон Тхэка с его творческими вершинами: «Мандала» (1981 год) и «Сопхёндже» (1993 год). Интересно работал в это время Пак Кван Су: «Чхильсу и Мансу» (1988 год), «Чёрная республика» (1990 год), «На Звёздный остров» (1993 год), «Одна искра» (1995 год).

## Период технического роста (с 1996 года)
С середины 1990-х годов кинематограф Южной Кореи переживает бурный рост. Доля национальных фильмов в прокате увеличилась с 23 % в 1996 году до 50 % в 2001 году, а количество кинозалов, соответственно, с 511 до 1648. Развивались сети кинотеатров CJ-CGV, Megabox и Lotte Cinema. Крупнейшим коммерческим успехом десятилетия стали фильмы Пак Чхан Ука «Объединённая зона безопасности», Кан У Сока «Сильмидо», Кан Дже Гю «38-я параллель», которые посмотрели десятки миллионов зрителей.

## Фестивальный успех
Количество выпускаемой кинопродукции перешло в качество. Фильмы Южной Кореи стали вызывать большой интерес на международных фестивалях и конкурсах. В 2000 году картина режиссёра Им Квон Тхэка «Чхунхянджон» стала первым корейским участником главной конкурсной программы кинофестиваля в Каннах (ещё четыре фильма были показаны вне конкурса). Художественный фильм «Остров», созданный режиссёром Ким Ки Дуком, вошёл в конкурсную программу Международного кинофестиваля в Венеции и получил специальный приз жюри ММКФ. Его же фильм «Адрес неизвестен» вошёл в конкурсную программу Венецианского кинофестиваля и кинофестиваля в Бельгии, где был удостоен приза молодёжного жюри. Режиссёр Пак Чхан Ук получил Большой приз жюри Каннского кинофестиваля в 2004 году за свой фильм «Олдбой», за него же удостоен Приза за лучшую режиссуру на Международном кинофестивале в Бангкоке в 2005 году и в 2006 году за картину «Сочувствие госпоже Месть». В 2019 году главный приз Каннского фестиваля Золотую пальмовую ветвь получил южнокорейский фильм «Паразиты» режиссёра Пон Чжун Хо.
Республика Корея проводит несколько международных кинофестивалей: Пусанский международный кинофестиваль, Международный фестиваль фантастических фильмов в Пучхоне, Международный кинофестиваль в Чонджу и Фестиваль женских фильмов в Сеуле.
Корейские кинематографисты постоянно увеличивают производство мультипликационных фильмов. В настоящее время над созданием анимационных картин работают более 200 компаний.

## Сотрудничество с КНДР
В 2000 году на встрече глав двух корейских государств была достигнута договоренность о культурном обмене. В Южной Корее был официально показан северокорейский фильм «Пульгасари», созданный на основе древней народной легенды. Пхеньян ответил Сеулу через 3 года. В 2003 в столице КНДР впервые показали южнокорейский фильм — драму «Ариран», — очередную экранизацию истории корейского народа в годы японского колониального правления. Тема вполне идеологически корректна, поэтому северяне приняли делегацию с Юга с должным гостеприимством. Тема единения одного народа дала толчок съёмкам в Республике Корея не только политических боевиков из общей истории, но и романтических комедий, например, «Девушка с Севера, парень с Юга».
У двух стран не только общие классические сюжеты «Ариран», «Чхунхян» или вариации на тему боевых искусств. Кинематографисты Северной Кореи учились в СССР раньше, Южной — учатся в России сейчас. Есть и другие общие позиции. Северокорейские политики всегда поддерживали противление южнокорейских коллег увеличению рынка иностранных фильмов, так как «это ведет к дальнейшему подавлению корейской культуры, лишению корейской нации её национальной самобытности, на смену которым приходят американизация, японизация, вестернизация».